# Paul De Visscher
Paul Marie Albert de Visscher (Oxford, 6 september 1916 - Sint-Pieters-Woluwe, 5 november 1996) was een Belgisch rechtsgeleerde en hoogleraar aan de Katholieke Universiteit Leuven en de Université catholique de Louvain. Daarnaast was hij lid van het Permanente Hof van Arbitrage.

## Levensloop
Paul De Visscher was een zoon van Charles De Visscher en werd tijdens de Eerste Wereldoorlog in Engeland geboren, waar het gezin was naartoe gevlucht.
Na 1918 keerde het gezin naar België terug en doorliep De Visscher de studiejaren die hij in 1940 beëindigde met het doctoraat in de rechten aan de Katholieke Universiteit Leuven.
In 1943 werd hij docent en in 1947 gewoon hoogleraar voor staatsrecht en internationaal recht. Na de splitsing van de universiteit in 1968 doceerde hij alleen aan de Université catholique de Louvain. Hij werd decaan van de rechtsfaculteit en leidde in 1983-84 het departement voor internationaal recht, dat de naam van zijn vader draagt.
In 1954 werd hij lid van de Institut de Droit International, waarvan hij in 1969 en tot in 1981 algemeen secretaris was. In 1970 werd hij lid van de Académie royale des sciences, des lettres et des beaux-arts de Belgique.

## Selecte bibliografie
- De la conclusion des traités internationaux, étude de droit constitutionnel comparé et de droit international, Brussel, 1943.
- Les nouvelles tendances de la démocratie anglaise. L'expérience des pouvoirs spéciaux et des pleins pouvoirs, Doornik-Parijs, 1947.
- Le Droit public de la Communauté européenne du charbon et de l'acier, Luik, 1955.
- Le contrôle parlementaire de l'action gouvernementale, Brussel, 1957.
- Problèmes de droit public et de droit international dans la vie juridique de la Communauté Européenne du Charbon et de l'Acier, Parijs, 1958.
- Les aspects juridiques fondamentaux de la question de Suez, Parijs, 1958.
- Plateau continental : Droit international et législations nationales, Louvain-la-Neuve, 1974.